# نالدو سانتوس
نالدو سانتوس (25 أغسطس 1988 سانت أندري البرازيل - ) هو لاعب كرة قدم إيطالي، يلعب كمدافع.

## وصلات خارجية
نالدو سانتوس على موقع الاتحاد الأوربي (الإنجليزية)
- نالدو سانتوس على موقع اتحاد تركيا (لاعب) (الإنجليزية)
- نالدو سانتوس على موقع إي إس بي إن إف سي (الإنجليزية)
- نالدو سانتوس على موقع قاعدة بيانات كرة القدم.إي يو (الإنجليزية)
- نالدو سانتوس على موقع Soccerway.com (الإنجليزية)
- نالدو سانتوس على موقع عالم كرة القدم.نت (الإنجليزية)
- نالدو سانتوس على موقع AS.com (الإسبانية)